# Probigua
Probigua (Proyecto Bibliotecas Guatemala) ist eine Spanisch-Sprachschule in La Antigua Guatemala, die mit der gleichnamigen schweizerischen gemeinnützigen Organisation zur Entwicklungshilfe zusammenarbeitet und die Verbesserung des Bildungsniveaus in Guatemala anstrebt. Sprachtouristen, die an der Schule Spanisch lernen, finanzieren dadurch das Projekt mit.
Dem Reiseführer "Reise Know-How" nach sind 40 % der Bevölkerung Guatemalas Analphabeten, was unter anderem mit den nicht vorhandenen Büchern in Zusammenhang gebracht wird. 
Aus diesem Grund wird jeder Besucher dazu aufgefordert, ein spanisches Buch – ganz gleich welches Thema – mitzubringen, was quasi als Anmeldegebühr erhoben wird.
Probigua hat mittlerweile nach eigenen Angaben über 20 Bibliotheken und mehrere Computerzentren eingerichtet.
Der Schweizer Verein hat seinen Sitz in Muttenz BL.

## Auszeichnungen
Am 21. August 2001 wurde das Projekt durch die Bill & Melinda Gates Foundation mit dem "Access to Learning Award" ausgezeichnet und mit 250.000 $ unterstützt.